# Llyn Gafr
Llyn Gafr är en sjö i Storbritannien.   Den ligger i kommunen Gwynedd och riksdelen Wales, i den södra delen av landet, 290 km nordväst om huvudstaden London. Llyn Gafr ligger 413 meter över havet. Den ligger vid sjön Llyn e Gader.I omgivningarna runt Llyn Gafr växer i huvudsak blandskog.